# Польско-литовская оккупация Москвы

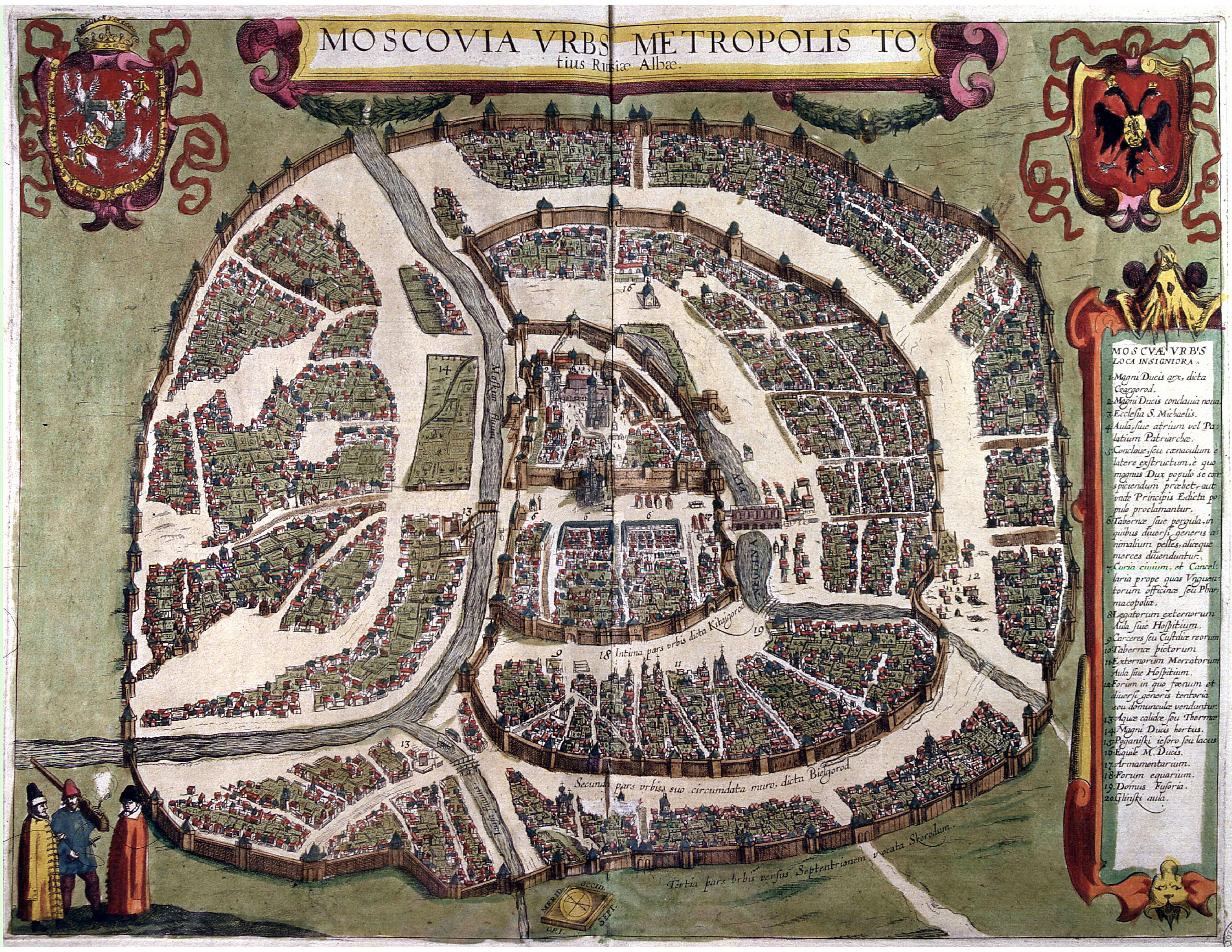
Сигизмундов чертёж Москвы, выполненный поляками, гравированный в 1610 году. Последний по времени план Москвы, составленный до разрушений 1612 года. План развёрнут на 90 градусов: север — справа, сверху — запад

Польско-литовская оккупация Москвы —  период времени в продолжение двух лет (ночь с 20 на 21 сентября 1610 года по 7 ноября 1612 года), во время которого по приглашению и с согласия правительства (Семибоярщины) в Москве был размещён польско-литовский гарнизон под командованием Станислава Жолкевского.

## История
Гарнизон Жолкевского был введен в Москву во время русско-польской войны Смутного времени. Введению гарнизона предшествовали разгром русских войск при Клушине и дальнейшие переговоры между Семибоярщиной и Жолкевским; в результате переговоров было достигнуто между сторонами соглашение возвести на русский престол королевича Владислава. Перед введением гарнизона в столицу королевичу Владиславу торжественно присягнули правительство и московские жители. Число присягнувших Владиславу, было не менее трехсот тысяч, они целовали крест с видом усердия и благоговения. Целью введения гарнизона Жолкевского была защита Москвы от захвата её войсками Лжедмитрия II. После принятия присяги новому царю Владиславу, два дня были посвящены пирам, вначале у Жолкевского, а затем у Мстиславского. Ночью с 20 на 21 сентября поляки тихо вступили в столицу, разместились в Кремле, Китай-городе и Белом городе, заняли Новодевичий монастырь; кроме того, польские войска заняли Можайск, Борисов. В Новгороде и Москве денежные дворы стали чеканить монеты с именем Владислава Жигимонтовича, на которых была надпись: «Господарь и Великий князь Владислав Жигимонтович Всея Руси». 
В советской и российской историографии часть исследователей  пребывание  польского гарнизона в столице называют захватом Москвы, а сами польские войска, находящиеся в Москве, — интервентами.  
С марта 1611 года находящийся в Москве польско-литовский гарнизон был осажден казаками князя Дмитрия Трубецкого. Осенью 1612 года Второе народное ополчение вынудило польско-литовский гарнизон покинуть Москву. Дата взятия Китай-города народным ополчением (1 ноября по григорианскому стилю, 22 октября по юлианскому календарю) отмечается в современной России как день народного единства, причём отмечается символически 4 ноября, то есть одновременно с празднованием в честь Казанской иконы Божией Матери.

## Жолкевский в Москве

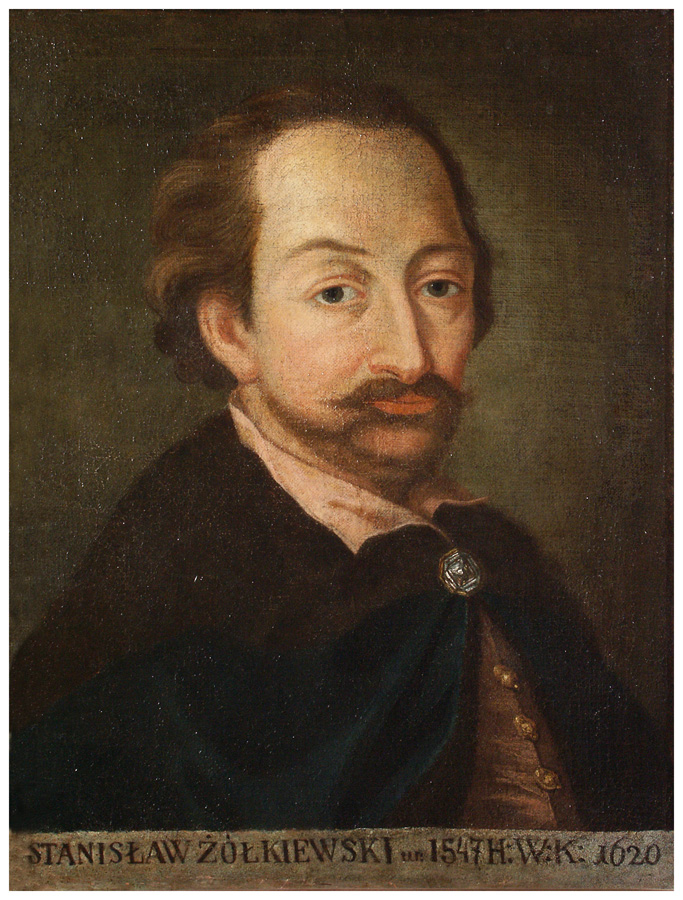
Станислав Жолкевский

После того, как царские войска были разгромлены при Клушине и Семибоярщина согласилась возвести на русский престол королевича Владислава, для поддержания порядка в столице до прибытия нового главы государства в октябре-ноябре 1610 года в Москву без боя вошли польско-литовские войска Станислава Жолкевского. С начала августа Жолкевский стоял лагерем на Хорошевских лугах и Ходынском поле. В город он вошёл под нажимом короля, хотя сам был против оккупации русской столицы.
В конце 1610 года в Москве и Новодевичьем монастыре дислоцировалось около 6000 бойцов хоругвей панцирных и гусарских, 800 пехотинцев иноземного строя, 400 гайдуков — всего четыре полка во главе с Александром Гонсевским, Мартином Казановским, Александром Зборовским и Людвигом Вейхером. На каждого солдата приходилось по трое гражданских из числа приставших к ним по дороге на Москву «тушинцев», прислуги и маркитанток.
Жолкевский разместил солдат по Москве таким образом, чтобы в случае нападения они могли прийти друг к другу на помощь либо отступить в Кремль. Значительная часть гарнизона разместилась к западу от кремлёвской стены у реки Неглинной. Для поддержания порядка был учреждён трибунал, в котором русскую сторону представляли Григорий Ромодановский и Иван Стрешнев, а польско-литовскую — Александр Корычиньский и поручик Малыньский.
Когда в ноябре Жолкевский поехал в Смоленск на совещание с Сигизмундом III, он забрал с собой свои полки (с собой он взял в качестве пленников бывшего царя Василия Шуйского и его братьев Дмитрия и Ивана). Несколько подразделений были оставлены в Новодевичьем монастыре, чтобы контролировать дороги на Можайск и Волоколамск. Остальных гетман разместил ближе к осаждённому Смоленску — в Верее и Можайске.

## Осада Москвы казаками
В марте 1611 года в связи с формированием Первого народного ополчения командир польского-литовского гарнизона Гонсевский спровоцировал уличные бои, в ходе которых сгорела большая часть Москвы. Заранее сломив сопротивление горожан, Гонсевский рассчитывал минимизировать поддержку Первому ополчению.
Ополченцы в апреле и начале мая штурмом взяли валы Земляного города и стены Белого города, освободив большую часть территории Москвы (более 95 %), после чего заперли польско-литовский гарнизон за Китайгородской и Кремлёвской стенами. Казаки князя Д. Т. Трубецкого фактически взяли кремлёвский гарнизон в осаду.
Вместе с поляками в осаждённом Кремле сидели члены Семибоярщины, а также будущий царь Михаил Фёдорович Романов с матерью.

## Голод в Москве (1612)

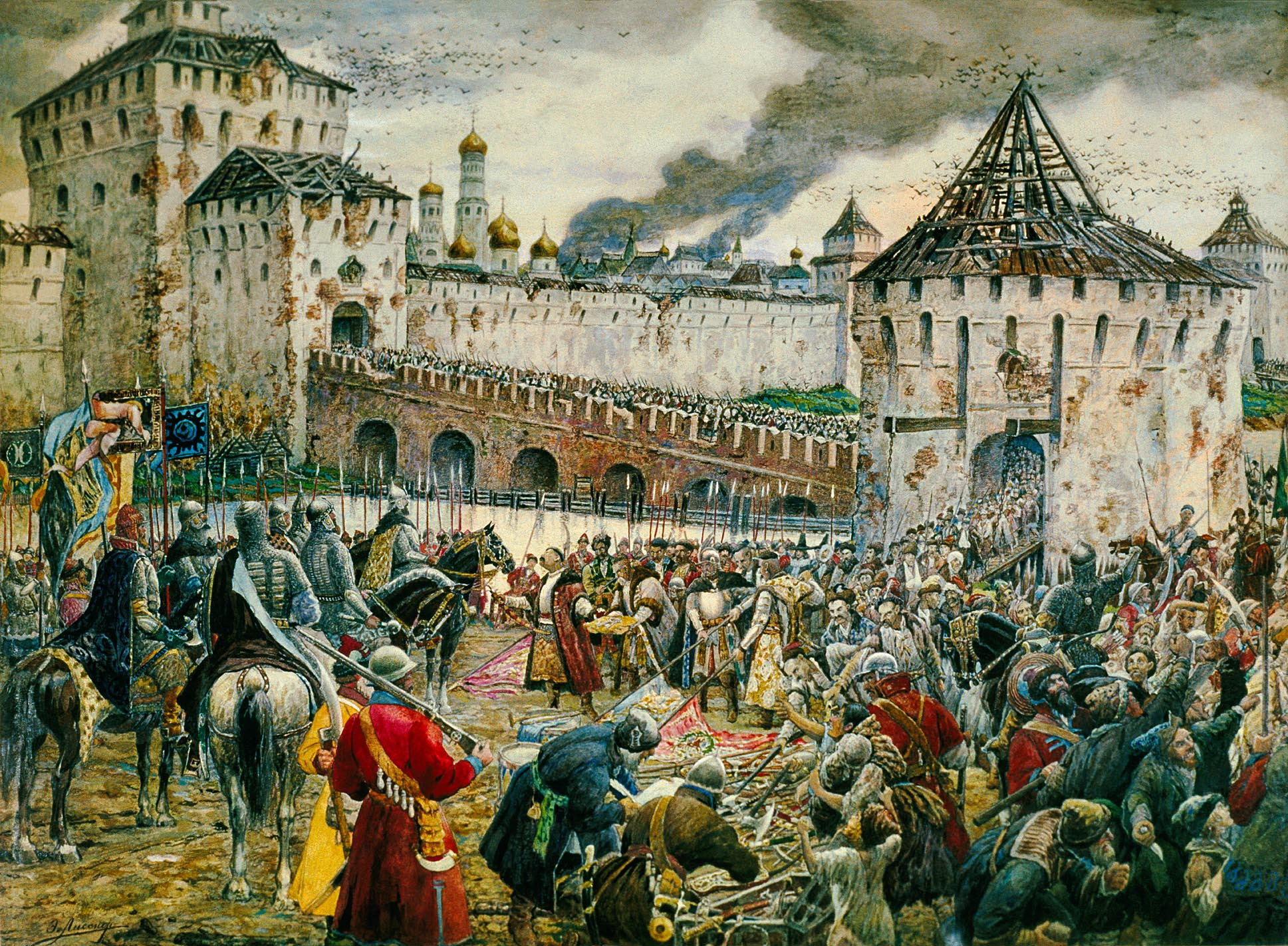
Изгнание польско-литовских интервентов из Кремля

Провизию для гарнизона собирал в Подмосковье полк Яна Петра Сапеги. В кормление польско-литовскому войску были выделены «стации» (области) к северо-востоку от Москвы. По свидетельству мемуариста Самуила Маскевича, «что кому понравилось, и у наибольшего боярина жена ли, дочь ли, брали их силой». После гибели Сапеги в сентябре 1611 года сложную задачу сбора провианта взял на себя Ян Кароль Ходкевич, гетман великий литовский.
Вся первая половина 1612 года выдалась аномально холодной. Не получая жалования, многие солдаты гарнизона составили конфедерацию и покинули русскую столицу. В городе начался голод. Спекулянты из Подмосковья сбывали в городе хлеб по 30-кратной цене.
В конце 1611 года до Кремля добрались возы с провиантом, собранным Самуилом Корецким. В январе 1612 года в Москву смог прорваться полк Будзилы. Он подвёз съестные припасы, которые на время облегчили положение с продовольствием. Подоспевшие позднее венгерские пехотинцы Феликса Невяровского не привезли продуктов и своим присутствием только ускорили возвращение бескормицы. Несколько возов зерна подвёз 25 июля Якуб Бобовский, но это была капля в море.
Авраамий Палицын утверждает, что после вступления в Кремль казаки Трубецкого «обретошя много тщанов и наполов плоти человеческиа солены и под стропами много трупу человеческого».

## Осень 1612 года

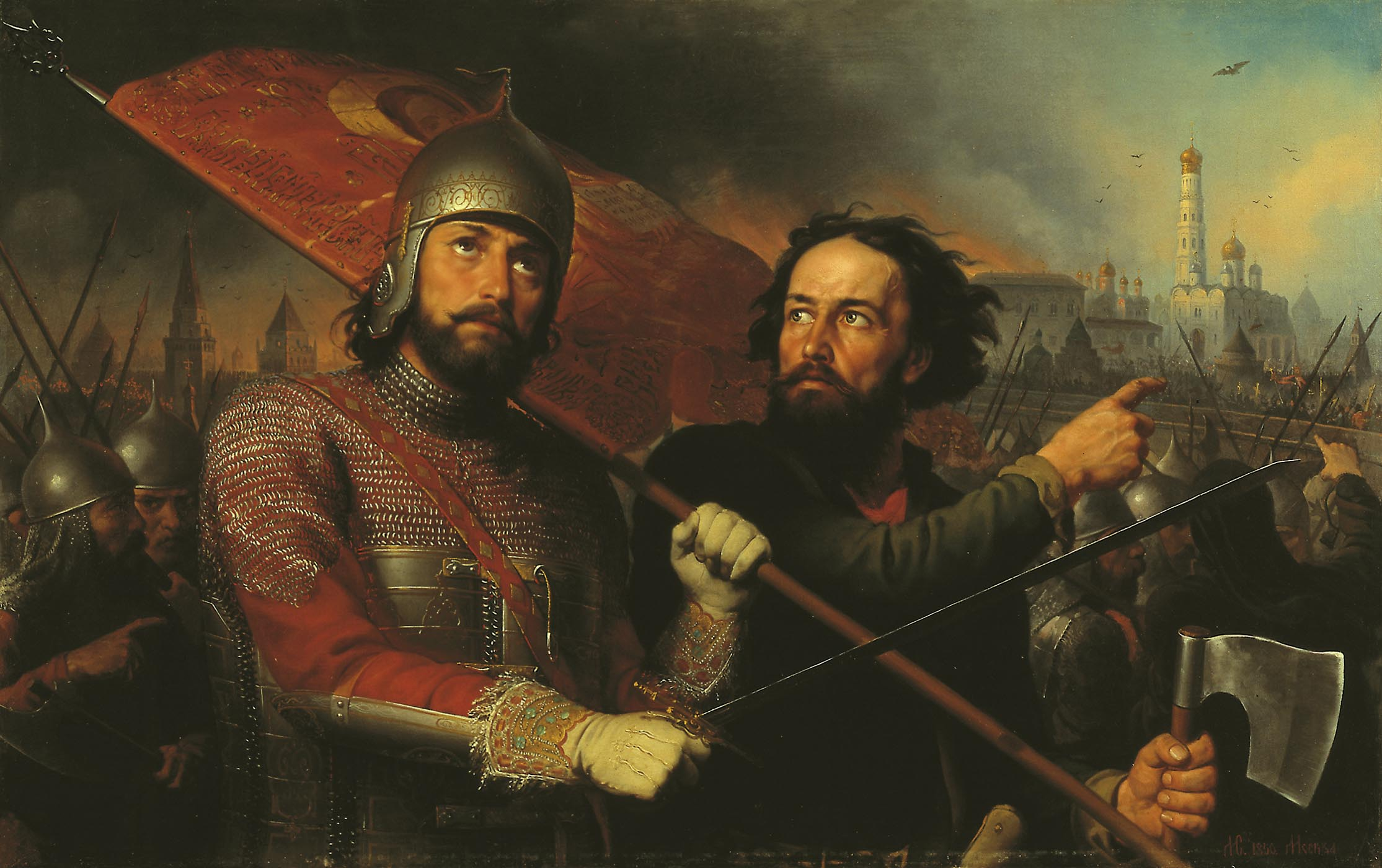
Минин и Пожарский в Москве. Картина Михаила Скотти (1850)

Видя бесполезность сопротивления, польско-литовские соединения стали покидать город. Наиболее боеспособный полк Зборовского ушёл к Смоленску в начале июня 1612 года. До конца лета за ним последовал и Гонсевский со всеми ветеранами Клушинского сражения. Вместе с собой отступавшие увезли остатки кремлёвской казны. Во главе гарнизона Гонсевским был оставлен Николай Струсь. Ущерб царской казне в 1610—1612 годах составил 912113 рублей 27 алтын и 4 деньги.
В первых числах осени вернулся из похода по верхневолжским землям Ходкевич с 400 возами провианта. В ходе кровопролитных боев 1-3 сентября 1612 года он приблизился к осаждённому Кремлю на 1800 метров, но, потеряв за 2 дня боев полторы тысячи воинов, был вынужден отступить. После этого судьба осаждённых была предрешена.
Казаки Трубецкого в начале ноября установили контроль над Китай-городом, после чего Струсь открыл переговоры об условиях сдачи. Кремлёвский гарнизон капитулировал 7 ноября. Хотя побеждённых обещали «в здравии оставить и в уважении иметь», после сдачи Кремля произошла резня его защитников: «Казаки ж весь ево полк побиша, немногие осташа».

## Судьба пленных

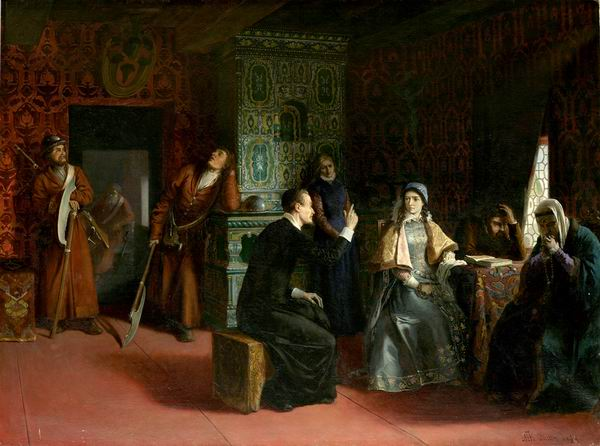
Поляки в русском плену

До Деулинского перемирия 1619 года и последовавшего за ним размена пленными захваченных в Кремле поляков и литвинов поселили в Ярославле, Балахне, Нижнем Новгороде и других верхневолжских городах. Пленных в Галиче и Унже полностью истребили. В Нижнем Новгороде за Будзилу с товарищами вступилась мать князя Пожарского, после чего их поместили «в темнице, в коей сидели они недель девятнадцать, темной весьма, худой и смрадной».